# I Am (nummer)
I Am is een pop-rocknummer, geschreven door Diane Warren en geproduceerd door John Shanks voor Hilary Duffs derde album, genaamd Hilary Duff (2004). Jeff Rothschild en Shanks hebben het nummer gemixt.
Het is een krachtig nummer waarin Hilary Duff positieve en negatieve kanten van haarzelf laat zien; ze zei dat het om het comfort gaat: met al deze gevoelens... moet je zijn wie je bent, aldus Hilary.
Tijdens Hilary Duffs optredens van het nummer op haar tournee begin 2006 werden afbeeldingen van slachtoffers van de tsunami getoond, omgekomen door de Indische zeebeving in 2004. Er was geen videoclip voor de single vrijgegeven.